# Eliodoro Matte Larraín
Eliodoro Matte Larraín (Santiago, 5 de noviembre de 1945) es un ingeniero civil industrial y empresario chileno, uno de los líderes del grupo económico forjado por su padre, Eliodoro Matte Ossa, durante la segunda mitad del siglo XX.
Tras los casos de colusión que afectaron a CMPC dejó el negocio forestal de la familia, al renunciar a la presidencia del directorio de Empresas CMPC.
Casado con María Pilar Capdevila Honorato, es padre de tres hijos, Eliodoro, Jorge y Pilar.

## Biografía
Eliodoro Matte junto a sus hermanos aparece como uno de los chilenos más ricos en la actualidad, según la revista Forbes, con una fortuna avaluada en US$ 2,5 mil millones cada uno. A nivel mundial se ubican en el lugar 684 y en Chile cuarto.
Estudió en el Saint George's College y luego ingeniería civil industrial en la Universidad de Chile e hizo un Master of Business Administration en la Universidad de Chicago..
Tras volver a Chile al terminar sus estudios en Estados Unidos en 1972 se dedicó a la docencia en la Universidad Católica. En el 1973, cuando se produjo el golpe militar, comenzó a trabajar en el sector público, fue jefe de Finanzas del Ministerio de Salud, gerente general de Laboratorio Chile y de la Sociedad Constructora de Establecimientos Hospitalarios.
En 1976 asumió, a petición de su padre, como representante en el directorio de la CMPC. Cinco años más tarde, su padre le pidió que reemplazara a Ernesto Ayala, en la gerencia general de la compañía. En 2002 sucedió a Ayala en la presidencia de Empresas CMPC. Con su arribo a la compañía comenzó el proceso de internacionalización, con la adquisición de compañías locales e instalando fábricas propias en países del Cono Sur latinoamericano, y la filiación o división de la compañía en cinco centros de negocios autónomos. Además, en la década de los años 90 continuó expandiendo sus operaciones hacia la zona centro sur de Chile.

## Colusión
En 2015 la Fiscalía Nacional Económica acusó a CMPC de haberse coludido con la empresa SCA durante aproximadamente una década. Ante esto, Matte aseguró no haber tenido conocimiento del hecho, pidiendo perdón y responsabilizando a los ejecutivos de la empresa. En diciembre de aquel año renunció a la presidencia del Centro de Estudios Públicos (CEP), cargo que ocupaba desde 1987.
Tras este episodio, el 18 de marzo de 2016, anunció a través de un hecho esencial a la Superintendencia de Valores y Seguros (SVS), que dejará la CMPC a partir de la junta de accionistas que tendrá lugar el 29 de abril de ese año. La familia Matte, controladora de la empresa, propone que se designe a Luis Felipe Gacitúa como el nuevo presidente.